# Selles-sur-Cher (Loir y Cher)
Selles-sur-Cher es una población y comuna francesa, en la región de Centro, departamento de Loir y Cher, en el distrito de Romorantin-Lanthenay y cantón de Selles-sur-Cher.

## Demografía
| 3 884 | 4 143 | 4 642 | 5 018 | 4 751 | 4 775 | 4666 |
| Para los censos de 1962 a 1999 la población legal corresponde a la población sin duplicidades (Fuente: INSEE [Consultar]) |       |       |       |       |       |      |